# Petropàvlovka (Àban)
|  | Per a altres significats, vegeu «Petropàvlovka». |

Petropàvlovka (en rus: Петропавловка) és un poble del krai de Krasnoiarsk, a Rússia, segons el cens del 2010 tenia 207 habitants. Pertany al districte municipal d'Àban.